# Peperomia suspensa
Peperomia suspensa är en pepparväxtart som beskrevs av C. Dc.. Peperomia suspensa ingår i släktet peperomior, och familjen pepparväxter. Inga underarter finns listade i Catalogue of Life.